# Кулик Іван Онисимович
Іва́н Они́симович Кули́к (нар. 30 квітня 1923, Моринці — пом. 7 квітня 1995, Черкаси) — український живописець; член Спілки радянських художників України у 1962—1973 роках та з 1988 року.

## Біографія
Народився 30 квітня 1923 року в селі Моринцях (нині Звенигородський район Черкаської області, Україна) в бідній багатодітній сім'ї. У 1941 році, після закінчення Моринської середньої школи, вступив до Київського педагогічного інституту. Під час німецько-радянської війни був вивезений до Німеччини на примусові роботи, де працював у шахтах Ельзас-Лотарингії та містечок Форбаха і Штірінгена. Після перемоги Радянського Союзу, восени 1945 року повернуся на Батьківщину.
Після війни працював у Моринцях завідувачем і культорганізатором Будинку культури. Упродовж 1946—1948 років навчався на альфреско-живописному факультеті Київського училища прикладного мистецтва. Після його закінчення вступив до Київського художнього інституту на декоративний факультет, та через рік перевівся на факультет живопису. Навчання закінчив у 1955 році. Його викладачами були зокрема Тетяна Яблонська, Карпо Трохименко, Михайло Іванов. Дипломна робота — картина «Дитячі роки Тараса Шевченка».
Після здобуття освіти працював у Товаристві художників у місті Станіславі, з 1965 року — у Черкасах, де мешкав у будинку на вулиці Свердлова, № 36, квартира № 17. У Моринцях створив етнографічний музей; брав участь у краєзнавчих експедиціях, збирав етнографічні матеріали.
У 1973 році був звинувачений у буржуазному українському націоналізмі та виключений із Спілки художників. Поновлений у 1988 році. Помер в Черкасах 7 квітня 1995 року.

## Творчість
Працював в галузі станкового живопису. Створював тематичні картини, зокрема на тему українського села, його минулого і сучасного, пейзажі, портрети, натюрморти. Всього створив понад п'ятсот робіт, серед них:
- «Гуцулка» (1952, полотно, олія);
- «Учорашній десятикласник» (1957);
- «Село Моринці» (1961);
- «Лісоруби» (1961);
- «Село Моринці. Обеліск на місці, де стояла хата Тараса Шевченка» (1961);
- «Іван Козловський співає в Моринцях» (1964);
- «Жнива» (1968);
- «Рідна Черкащина» (1969);
- «Іван Нечуй-Левицький у Стеблеві» (1980);
- «Фіолетова осінь» (1982);
- «Олександр Довженко в Україні» (1982);
- «Моринці — батьківщина Тараса Шевченка» (1985);
- «150-літня хата в селі Орловці» (1986, картон, олія);
- «Василь Симоненко» (1986);
- «Михайло Максимович у Прохорівці» (1989);
- «Хата, в якій народився Тарас Шевченко. Моринці» (1990);
- «Василь Стус» (1990, полотно, олія);
- «Натюрморт з яблуками» (1993).

Брав участь у всеукраїнських виставках з 1958 року. Персональні виставки відбулися у Моринцях у 1961 і 1964 роках; Івано-Франківську у 1963 році;
Черкасах у 1966, 1969, 1972, 1989, 1998—1999 роках; Звенигородці і Шполі у 1967 році, Умані у 1988 році та Києві в 1995 році.
У 1967 році сто картин художник подарував рідному селу — Моринцям, а згідно з його заповітом п'ятдесят робіт передано в Шевченківську школу мистецтв дружиною художника Луїзою Макарівною. Деякі твори митця зберігаються у Черкаському краєзнавчому музеї (з 1996 року — постійна експозиція його творів), Літературно-меморіальному музеї Василя Симоненка у Черкасах, в приватних колекціях та музеях Німеччини, Канади, США.

## Вшанування
З 1999 року Черкаський міський Будинок культури носить ім'я Івана Кулика.